# Ladner von Ladenburg

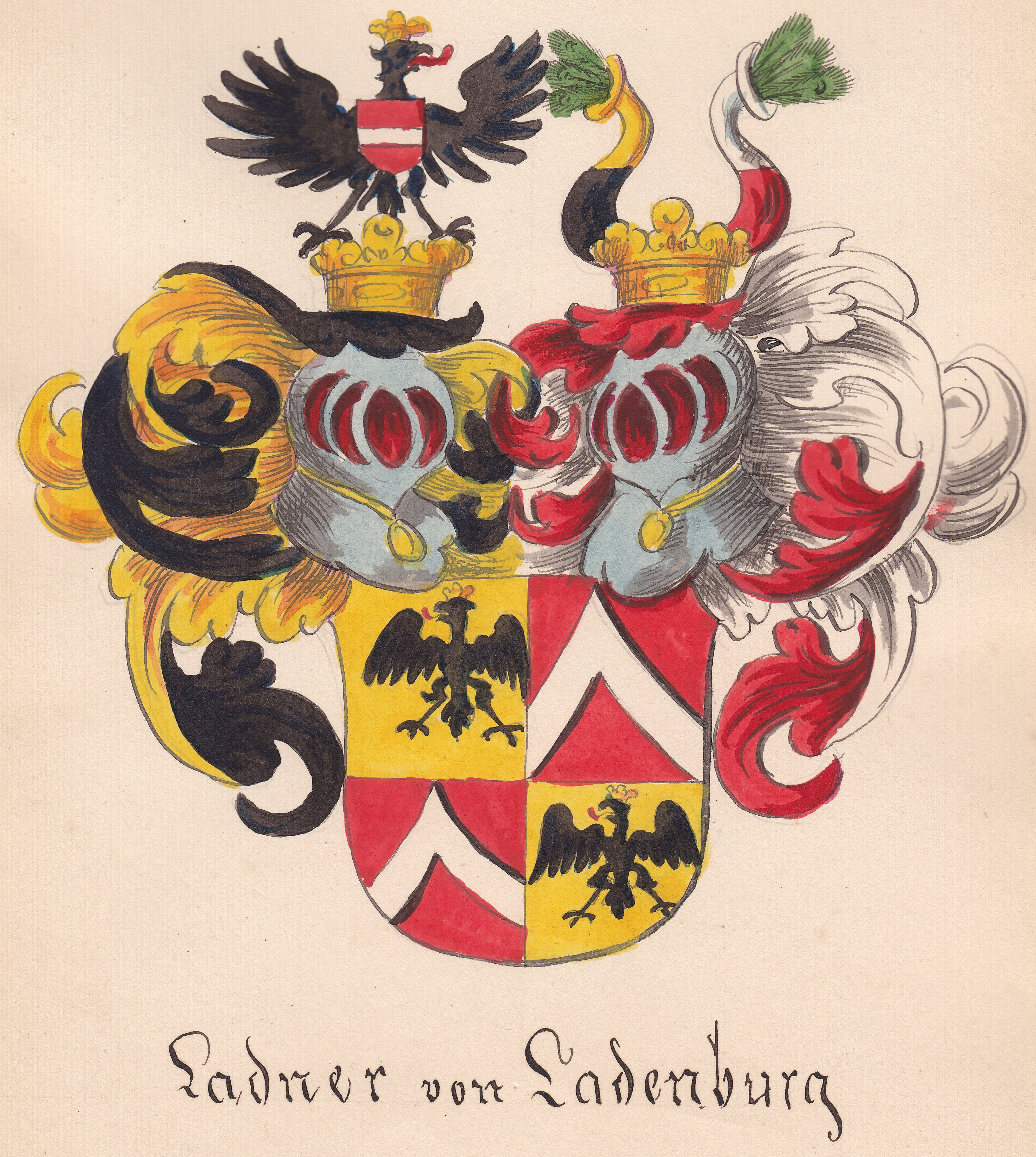
Stammwappen der Ladner v. Ladenburg

Die Ladner von Ladenburg sind ein adeliges Geschlecht, höchstwahrscheinlich aus altem Adel (vor 1400). Das Wappen wird im Rietstap – Armorial Général erstmals mit dem Jahr 1425 datiert. Der Adelsstand ist dokumentiert für den kaiserlichen ältesten Kammerdiener und Schatzmeister Johann Georg Ladner von Ladenburg aus Ladenburg (um 1610–1686), Vater eines 1640 geborenen Sohnes Maximilian: Ihm wird mit Datum vom 5. Mai 1653 der ihm mit Datum vom 21. Oktober 1636 (in Regensburg) verliehene rittermäßige (erbliche) Reichsadel samt Wappen, die Wappenbesserung, das Recht adelige Landgüter zu besitzen, die Rotwachsfreiheit, Exemptio, Salva Guardiadas sowie das privilegium denominandi bestätigt. Frühere Dokumente dürften verloren gegangen sein.
Die Familie stammt aus dem heutigen Baden-Württemberg, konkret aus der Gegend von Ladenburg, welche erst zum Herzogtum Alemannien, später zum Herzogtum Franken zählte und anno 628 durch den Frankenkönig Dagobert I. an das Bistum Worms übertragen wurde.
Die erste urkundliche Erwähnung der Ladner von Ladenburg dürfte noch deutlich vor 1400 stattgefunden haben, allerdings ist die Quellenlage nicht eindeutig. Nachkommen finden sich heute vor allem in der Schweiz, im südlichen Deutschland und in Westösterreich. Der in diesen Gegenden durchaus häufige Name „Ladner“ geht aber nicht nur auf das hier geschilderte Geschlecht, sondern auch auf andere, vorwiegend unbekannte Namensquellen zurück.

## Wappen
Das Stammwappen besteht aus einem gevierten Schild, wobei sich im ersten und letzten goldenen Feld ein schwarzer gekrönter Sandadler (=Steinadler), im zweiten und dritten, jeweils roten Feld, ein silberner Sparrbalken befindet. Auf dem Schild ruhen zwei gekrönte Helme. Der Erste trägt als Helmzier den Adler wie im Schild gezeigt, allerdings weist dieser Adler noch ein rotes Schild mit einem silbernen Querbalken auf. Der zweite Helm trägt zwei Büffelhörner, wobei das Rechte (heraldisch rechts, für den Betrachter links) unten schwarz und oben golden, das andere unten rot und oben silbern ist; beide Büffelhörner tragen in ihren Öffnungen Pfauenfedern.
Ein Geschlecht desselben Namens trägt einen Schild, sehr ähnlich dem oben Beschriebenen, allerdings vereinfacht. Es erscheint daher möglich, dass es sich bei diesem Geschlecht um eine Seitenlinie handelt. Das vereinfachte Wappen besteht aus demselben Schild, allerdings ist der Adler ungekrönt, über dem Schild findet sich nur ein gekrönter Helm (entspricht jenem mit Büffelhörnern, wie oben beschrieben).

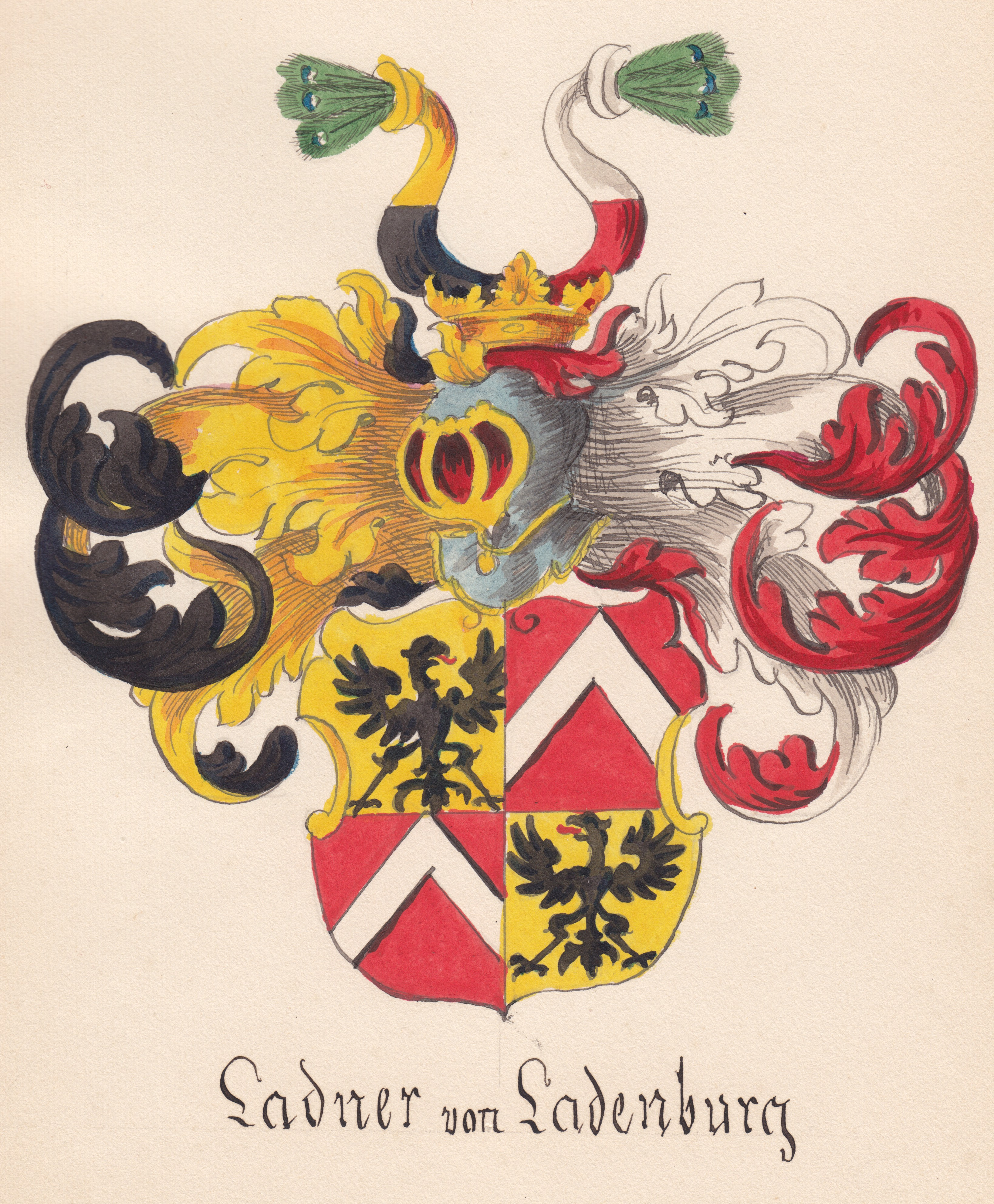
Vereinfachtes Wappen